# Szpykiw (przystanek kolejowy)
Szpykiw (ukr. Шпиків) – przystanek kolejowy w pobliżu miejscowości Burdiji, w rejonie tulczyńskim, w obwodzie winnickim, na Ukrainie. Położony jest na linii Żmerynka – Odessa.